# Stazione di Dōjō
La Stazione di Dōjō (道場駅?, Dōjō-eki) è una stazione ferroviaria situata nel quartiere di Kita-ku di Kōbe, città della prefettura di Hyōgo in Giappone. Si trova sulla linea Fukuchiyama ed è servita dal servizio JR Takarazuka della JR West. Questa stazione è l'unica della linea Takarazuka a essere situata nel territorio comunale di Kobe, ma essendo molto lontana dal centro della città, e non collegata direttamente, non è annoverata dalla JR West come una delle stazioni di Kobe dal punto di vista tariffario.

## Servizi ferroviari
West Japan Railway Company
■ Linea JR Takarazuka

## Struttura
La stazione è dotata di due marciapiedi laterali per due binari in superficie. In media circolano circa 4 treni all'ora per tutto il giorno, con rinforzi in direzione Osaka la mattina.
| 1 | ■ Linea JR Takarazuka | per Sanda, Sasayamaguchi e Fukuchiyama         |
| 2 | ■ Linea JR Takarazuka | per Takarazuka, Amagasaki, Osaka e Kitashinchi |

## Stazioni adiacenti
| «                                         | Servizio            | »                   |
| Linea JR Takarazuka                       | Linea JR Takarazuka | Linea JR Takarazuka |
| ----------------------------------------- | ------------------- | ------------------- |
| Takedao                                   | Locale              | Sanda               |
| Il Rapido e il Rapido Tambaji non fermano |                     |                     |